# Río Marne
El río Marne es un río de Francia, afluente del río Sena que riega una región al este y sureste de París. Su curso es de unos 525 km. El río da nombre al departamento de Marne; durante la Primera Guerra Mundial se disputaron dos importantes batallas a lo largo del río.
El río Marne nace en la meseta de Langres, sigue su curso hacia el norte hasta que gira al oeste entre Saint-Dizier y Châlons-en-Champagne, y se une al río Sena en Charenton, cerca de París.
Para más información histórica confrontar batalla de los Campos Cataláunicos
- Datos: Q41983
- Multimedia: Marne River / Q41983